# Lajhó Géza
Lajhó Géza (Miskolc, 1956. február 26. – ?, 2020. november 5.) nagybőgőművész, a Budapesti Fesztiválzenekar alapító tagja.

## Életútja
Cigány családból származott. Középfokú zenei tanulmányait 1971 és ’76 között szülővárosa zeneművészeti szakközépiskolájában végezte Vogel Gáspár tanítványaként. 1977-től a budapesti Liszt Ferenc Zeneművészeti Főiskola gordon szakán Tibay Zsolt és Pege Aladár növendéke volt.
Négy évig játszott a Simon Albert (Jumi) vezette kamarazenekarban. Az utolsó főiskolai évben, 1980-ban a Magyar Állami Hangversenyzenekar tagja lett. 1984-ben Pásztory Ditta-díjjal, 1985-ben a kulturális tárca oklevelével tüntették ki.[forrás?] Megalakulásától, 1983-tól játszott a Budapesti Fesztiválzenekarban, amelynek annak állandósulása, 1992 óta volt tagja. 2019-ben nyugdíjba vonult, de továbbra is szerepelt az együttes koncertjein. Játszott az Erkel Ferenc Kamarazenekar bőgőszólamában is.
2020. november 5-én hunyt el koronavírus-fertőzés következtében.

## Díjai, elismerései
- 1987 – Kiváló Dolgozó